# Croton horminum
Croton horminum är en törelväxtart som beskrevs av Henri Ernest Baillon. Croton horminum ingår i släktet Croton och familjen törelväxter. Inga underarter finns listade i Catalogue of Life.